# 1307
Пізнє Середньовіччя •  Реконкіста •  Ганза •  Монгольська імперія

## Геополітична ситуація
Андронік II Палеолог є імператором Візантійської імперії (до 1328). Королем Німеччини — Альбрехт I Габсбург (до 1308). У Франції править Філіп IV Красивий (до 1314).
Апеннінський півострів розділений: північ належить Священній Римській імперії, середню частину займає Папська область, південь належить Неаполітанському королівству. Деякі міста півночі: Венеція, Піза, Генуя тощо, мають статус міст-республік.
Майже весь Піренейський півострів займають християнські Кастилія (Леон, Астурія, Галісія), Наварра, Арагонське королівство (Арагон, Барселона) та Португалія, під владою маврів залишилися тільки землі на самому півдні. Едуард II став королем Англії (до 1327), а королем Данії є Ерік VI (до 1319).
Руські землі перебувають під владою Золотої Орди. Галицько-Волинське князівство очолює Юрій Львович, Михайло Ярославич править у Володимиро-Суздальському князівстві (до 1318).
Монгольська імперія займає більшу частину Азії, але вона розділена на окремі улуси, що воюють між собою. У Китаї, зокрема, править монгольська династія Юань. У Єгипті владу утримують мамлюки. Мариніди правлять у Магрибі. Делійський султанат є наймогутнішою державою Північної Індії, а на півдні Індії панують держава Хойсалів та держава Пандья. В Японії триває період Камакура.
Цивілізація мая переживає посткласичний період. Почала зароджуватися цивілізація ацтеків.

## Події
- Полоцька земля увійшла до складу Великого князівства Литовського.
- 18 січня король Німеччини Альбрехт I посадив на трон Богемії свого сина Рудольфа. 3 червня Рудольф помер, і королем знову обрали Генріха Корунтанського.
- 13 жовтня за наказом короля Франції Філіппа IV Красивого розгромлено Орден тамплієрів: по всій країні члени ордену були заарештовані і кинуті до тюрем, а майно ордену конфісковане. Приводом до цього стали звинувачення тамплієрів у єресі і чутки про відправлення ними диявольських обрядів.
- Лицарі Ордену госпітальєрів почали завоювання  Родосу.
- Після смерті Едуарда I Довгоногого англійську корону успадкував його син Едуард II.
- Ізабела де Віллардуен передала Ахейське князівство неаполітанському королю Карлу II Анжуйському, який віддав його в правління своєму синові Філіпу Тарентському.
- За легендою Вільгельм Телль влучив в яблуко на голові свого сина.
- Зі смертю Масуда II Румський султанат розпався на дрібні ханства.
- Помер великий хан монголів та імператор династії Юань Оладжейту-Темур, не залишивши прямого спадкоємця. Після нетривалого періоду боротьби за владу, великим ханом монголів став Хайсан-Хулуг.
- Війська Делійського султанату розбили індуські князівства на плато Декан.